# Амаду Алле, Альфонс
Альфонс Амаду Алле (фр. Alphonse Amadou Alley; 9 апреля 1930, Бассила, Французская Дагомея — 28 марта 1987, Котону, Бенин) — бенинский государственный деятель, президент Республики Дагомея, ныне Бенин (1967—1968).

## Биография
Родился в семье военного, который служил в рядах французской армии в Сирии в 1942 году и помогал в подготовке полиции в Того. Представитель небольшой этнической группы виджи, проживавшей на севере Дагомеи. Получил профильное образование в 1950 году, поступил на военную службу во французскую армию. Его первая боевая операция произошла во время Первой Индокитайской войны. Вышел в отставку в 1953 году, окончил Военную школу для офицеров Сен-Максиен во Франции. Десантником участвовал в боевых действиях в Марокко (1955—1956) и в Алжире (1959—1961).
После провозглашения независимости Дагомеи в 1960 году вернулся на родину и возглавил отряд десантников. В 1964 году ему было присвоено звание майора. В течение нескольких лет принимал участие в боевых действиях в ходе нигеро-дагомейского пограничного конфликта.
В ходе военных переворотов 1963 и 1965 годов поддерживал генерала Кристофа Согло. После переворота 1965 года был назначен начальником штаба армии. Несколько раз заявлял о своих разногласиях с Согло, тем не менее, оставался лояльным президенту. После того как молодой армейский офицер Морис Куандете был назначен начальником его канцелярии и стал противодействовать главе штаба в армии образовались враждующие группировки.
После военного переворота во главе с Куандете в декабре 1967 года был помещен под домашний арест как «уклонившийся от исполнения своих обязанностей». Однако после того как Франция отказала в признании Куандеты как главы государства именно Амаду Алле был приведен к присяге как президент Дагомеи. Была разработана новая Конституция, которая предоставляла главе государства широкие полномочия. Документ был одобрен на общенациональном референдуме 92% избирателей. Созданный при президенте Военный революционный комитет отстранил от возможного участия в предстоящих выборах главы государства всех бывших президентов, вице-президентов, министров правительства и президентов Национального собрания. Хотя этот запрет был признан Верховным судом неконституционным, к голосованию были допущены только пять кандидатов. 
Выборы состоялись 15 мая и стали первыми в Дагомее с 1964 г. На них победил поддержанный оппозицией малоизвестный кандидат Базиль Мумуни, получивший 80% голосов. В ответ Алле объявил результат недействительным, посчитав, что протесты оппозиции помешали проголосовать почти трем четвертям избирателей. Это в свою очередь вызвало новую волну массового недовольства и потерю авторитета в среде военных. В июле 1968 года после переговоров с профсоюзными деятелями, государственными служащими и учеными было принято решение о передаче власти гражданскому правительству во главе с Эмилем Зинсу.
Уйдя в отставку, он был назначен на пост военного атташе в дагомейском посольстве в Вашингтоне. В сентябре 1968 г. он был уволен с военной службы. В июле 1969 года вставший во главе штаба армии Куандете обвинил своего соперника в заговоре с целью его похищения и убийства. В октябре Алле был приговорен судом к десяти годам каторжных работ. Впоследствии он был освобожден от тюремного заключения и восстановлен в армии. Вскоре ситуация кардинально поменялось: он вновь стал начальником штаба армии, а Куандете был назначен его помощником.  
В октябре 1972 года в результате военного переворота к власти в Дагомее пришел Матьё Кереку. Уволив Алле в числе целой группы старших офицеров с военной службы, он назначил его комиссаром нефтедобывающей компании National Oil Wells. 
В 1973 году был обвинён в заговоре и приговорён к 20 годам тюрьмы. Освобождён в 1984 году.